# 김첨
김첨(金瞻, 1354년 ~ 1418년)은 고려말 조선초의 문신이다. 초명은 구이(九二), 자는 자구(子具), 호는 연계(蓮溪). 학문에 전심하여 경사(經史)와 제자백가(諸子百家)에 통하였다. 그는 음률(音律)·의례(儀禮)에도 밝아 태종 4년에 왕명을 받아 <성수초례(星宿醮禮)>를 만들어 올리고 조정 대신들의 반대에도 불구하고 왕에게 도교를 받들라고 권하였다. 그는 동왕 15년에 <성수경(星宿經)>을 지어 바쳤다고 한다. 그러나 그는 뒤에 외척과 가까이 하여 왕족 간의 이간을 꾀했다는 죄목으로 파직당했다. 뒤에 죄는 용서받았으나 불교를 좋아하고 도교를 믿었다는 이유로 복관되지 못하고 죽었다.